# Broń V

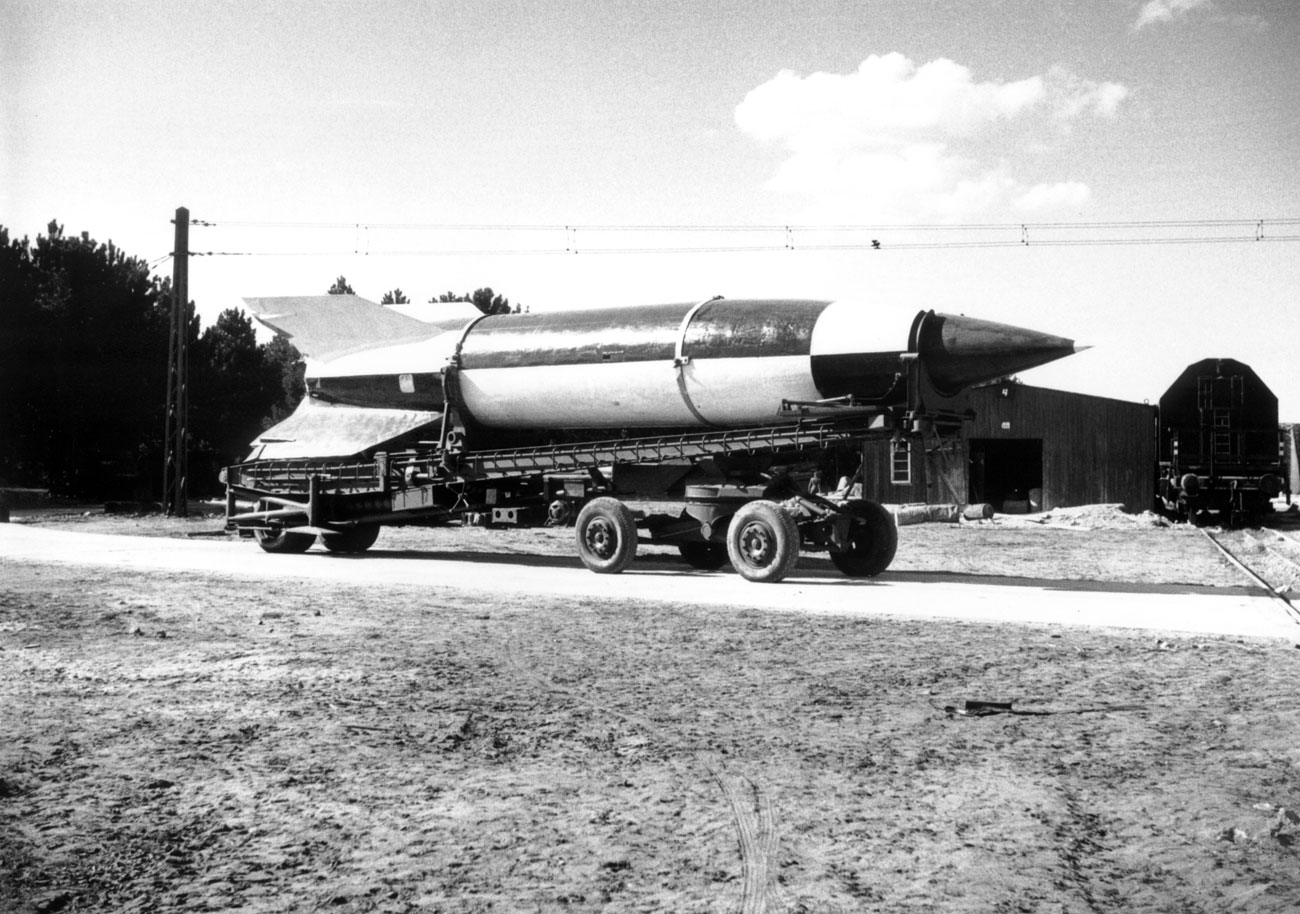
Rakieta V2

Broń V (niem. Vergeltungswaffe) – niemiecka broń odwetowa. Tym mianem Niemcy określali nowe rodzaje broni opracowywane w czasie II wojny światowej i wprowadzone do użytku pod koniec wojny. Do broni V należały:
- V-1 – bezzałogowy samolot odrzutowy, tzw. bomba latająca;
- V-2 – rakietowe pociski dalekiego zasięgu klasy ziemia-ziemia;
- V-3 – działo miotające pociski balistyczne.

Pociski V-2 były rakietami pionowego startu, mogącymi razić cele oddalone o 300 i więcej km. Pociski V-1 konstrukcyjnie bliższe były samolotom o napędzie odrzutowym, startowały z kilkudziesięciometrowych pochylni (wyrzutni) ustawionych w kierunku atakowanych obiektów. Prace nad pociskami V-1 i V-2 prowadzone były w zakładach w Kummersdorf pod Berlinem oraz ośrodku doświadczalnym Peenemünde na wyspie Uznam, a po jego zbombardowaniu w 1943 roku w nowym ośrodku doświadczalnym w rejonie Pustków-Blizna koło Dębicy. Produkcję rakiet V-2 przeniesiono do podziemnej fabryki w Nordhausen w górach Harz w Turyngii (Mittelwerk, kryptonim Dora). Konstruktorem pocisków V-2 był Wernher von Braun.
Pociski V-1 i V-2 zastosowane zostały przez Niemców w połowie 1944 roku do ataków na Londyn i inne miasta i centra przemysłowe Wielkiej Brytanii, a potem także na odbite przez aliantów miasta takie jak Paryż, Lille, Antwerpię, Brukselę, Liège, Maastricht.
W zwalczaniu niemieckich nowych technologii zbrojeniowych znaczny udział miał polski ruch oporu. W lutym 1943 roku wywiad Armii Krajowej wykrył ośrodek Peenemünde i dostarczył aliantom zachodnim informacji o charakterze prowadzonych w nim prac. Na podstawie m.in. tych informacji 18 VIII 1943 roku lotnictwo RAF dokonało ogromnego nalotu, niszcząc w znacznym stopniu ośrodek Peenemünde. W 1944 roku wywiad AK przekazał aliantom szczątki przejętej rakiety V-2.
Po przegranej przez III Rzeszę wojnie Wernher von Braun uniknął sądu wojennego, przejęty bowiem został przez Amerykanów zainteresowanych techniką rakietową (Operacja Spinacz). Przez wiele lat von Braun pracował przy amerykańskich projektach rakiet kosmicznych, w tym przy misji Apollo.